# جيهان أماسيالي
جيهان أماسيالي (بالتركية: Cihan Amasyalı)‏ مواليد 19 مايو 1983 في إسطنبول، هو لاعب كرة سلة تركي. بدأ مسيرته الاحترافية في سنة 2001. يلعب مع قونيا سبور في الدوري التركي لكرة السلة كلاعب هجوم خلفي. يبلغ طوله 6 قدم 3 بوصة (1.9 م).

## المسيرة الاحترافية
لعب مع أولكرسبور في موسم 2001–2002، ثم لعب مع إسطنبول سبور في موسم 2002–2003، ثم لعب مع إردميرسبور في موسم 2007–2008.

## روابط خارجية
- جيهان أماسيالي على موقع كرة السلة الأوروبية.كوم (الإنجليزية)
- جيهان أماسيالي على موقع ريلجم (الإنجليزية)
- جيهان أماسيالي على موقع بروبوليرز (الإنجليزية)